# Schmerbach (Gemeinde Langschlag)
Schmerbach ist eine Ortschaft und eine Katastralgemeinde der Gemeinde Langschlag im Bezirk Zwettl in Niederösterreich mit 15 Einwohnern (Stand 1. Jänner 2024).

## Geografie
Die Rotte befindet sich nördlich von Langschlag und ist über eine Stichstraße erreichbar, die im Ort endet. Im Norden fließt der Elexenbach beim Ort vorüber. Am 1. April 2020 umfasste die Ortschaft 6 Adressen.

## Geschichte
Der Ort wird spätestens 1590 zum ersten Mal schriftlich erwähnt.
Im Eintrag der Josephinischen Fassion aus Jahre 1786/87 gab es im heutigen Ort 5 Häuser.
Bereits im Jahr 1822 wurde der Ort als Dorf mit sechs Häusern beschrieben, das nach Langschlag eingepfarrt war, wohin auch die Kinder eingeschult wurden. Die Herrschaft Großpertholz besaß die Ortsobrigkeit, besorgte die Konskription und hatte die Grundherrschaft inne. Die Landgerichtsbarkeit wurde von der Herrschaft Weitra ausgeübt.
Nach der Entstehung der Ortsgemeinden 1849 wurde der Ort eine Katastralgemeinde der Ortsgemeinde Langschlag.
Am 27. September 1883 wird der Ort durch Abspaltung von der Gemeinde Langschlag eine Katastralgemeinde der Gemeinde Stierberg.
Laut Adressbuch von Österreich waren im Jahr 1938 in Schmerbach einige Landwirte ansässig.
Im Zuge der Niederösterreichischen Kommunalstrukturverbesserung wurde der Ort durch die Auflösung der Gemeinde Stierberg am 1. Januar 1967 ein Teil der Gemeinde Langschlag.

## Siedlungsentwicklung
Zum Jahreswechsel 1979/1980 befanden sich in der Katastralgemeinde Schmerbach insgesamt 9 Bauflächen mit 2.799 m², 1989/1990 gab es 9 Bauflächen. 1999/2000 war die Zahl der Bauflächen auf 22 angewachsen und 2009/2010 bestanden 14 Gebäude auf 22 Bauflächen.

## Bodennutzung
Die Katastralgemeinde ist landwirtschaftlich geprägt. 49 Hektar wurden zum Jahreswechsel 1979/1980 landwirtschaftlich genutzt und 37 Hektar waren forstwirtschaftlich geführte Waldflächen. 1999/2000 wurde auf 47 Hektar Landwirtschaft betrieben und 39 Hektar waren als forstwirtschaftlich genutzte Flächen ausgewiesen. Ende 2018 waren 46 Hektar als landwirtschaftliche Flächen genutzt und Forstwirtschaft wurde auf 39 Hektar betrieben. Die durchschnittliche Bodenklimazahl von Schmerbach beträgt 16,8 (Stand 2010).